# Équipe du Costa Rica de football à la Coupe du monde 2022
Cet article relate le parcours de l’équipe du Costa Rica de football lors de la Coupe du monde de football 2022 organisée au Qatar du 20 novembre au 18 décembre 2022.

## Qualifications

### Tour final
| Rang | Équipe     | Pts | J  | G | N | P  | Bp | Bc | Diff |  | Résultats (▼ dom., ► ext.) |     |     |     |     |     |     |     |     |
| ---- | ---------- | --- | -- | - | - | -- | -- | -- | ---- |  | -------------------------- | --- | --- | --- | --- | --- | --- | --- | --- |
| 1    | Canada     | 28  | 14 | 8 | 4 | 2  | 23 | 7  | +16  |  | Canada                     |     | 2-1 | 2-0 | 1-0 | 4-1 | 4-0 | 3-0 | 1-1 |
| 2    | Mexique    | 28  | 14 | 8 | 4 | 2  | 17 | 8  | +9   |  | Mexique                    | 1-1 |     | 0-0 | 0-0 | 1-0 | 2-1 | 2-0 | 3-0 |
| 3    | États-Unis | 25  | 14 | 7 | 4 | 3  | 21 | 10 | +11  |  | États-Unis                 | 1-1 | 2-0 |     | 2-1 | 5-1 | 2-0 | 1-0 | 3-0 |
| 4    | Costa Rica | 25  | 14 | 7 | 4 | 3  | 13 | 8  | +5   |  | Costa Rica                 | 1-0 | 0-1 | 2-0 |     | 1-0 | 1-1 | 2-1 | 2-1 |
| 5    | Panama     | 21  | 14 | 6 | 3 | 5  | 17 | 19 | -2   |  | Panama                     | 1-0 | 1-1 | 1-0 | 0-0 |     | 3-2 | 2-1 | 1-1 |
| 6    | Jamaïque   | 11  | 14 | 2 | 5 | 7  | 12 | 22 | -10  |  | Jamaïque                   | 0-0 | 1-2 | 1-1 | 0-1 | 0-3 |     | 1-1 | 2-1 |
| 7    | Salvador   | 10  | 14 | 2 | 4 | 8  | 8  | 18 | -10  |  | Salvador                   | 0-2 | 0-2 | 0-0 | 1-2 | 1-0 | 1-1 |     | 0-0 |
| 8    | Honduras   | 4   | 14 | 0 | 4 | 10 | 7  | 26 | -19  |  | Honduras                   | 0-2 | 0-1 | 1-4 | 0-0 | 2-3 | 0-2 | 0-2 |     |

| 1er match                      | Panama           | 0 - 0   | Costa Rica |                                                                             |                                                                             |
| 2 septembre 2021 20h05 (UTC-5) |                  | (0 - 0) |            | Stade Rommel Fernández, Panama Spectateurs : 14 000 Arbitrage : Iván Barton | Stade Rommel Fernández, Panama Spectateurs : 14 000 Arbitrage : Iván Barton |
| 2 septembre 2021 20h05 (UTC-5) | Carrasquilla 79e | Rapport | 79e Brenes | Stade Rommel Fernández, Panama Spectateurs : 14 000 Arbitrage : Iván Barton | Stade Rommel Fernández, Panama Spectateurs : 14 000 Arbitrage : Iván Barton |

| 2e match                       | Costa Rica                                     | 0 - 1   | Mexique                                   |                                                                        |                                                                        |
| 5 septembre 2021 17h00 (UTC-6) |                                                | (0 - 1) | 45+1e (pen.) Pineda                       | Stade national, San José Spectateurs : 3 000 Arbitrage : Ismail Elfath | Stade national, San José Spectateurs : 3 000 Arbitrage : Ismail Elfath |
| 5 septembre 2021 17h00 (UTC-6) | Blanco 35e · Calvo 37e · Moya 42e · Guzmán 68e | Rapport | 45+3e Gallardo · 73e Montes · 75e Álvarez | Stade national, San José Spectateurs : 3 000 Arbitrage : Ismail Elfath | Stade national, San José Spectateurs : 3 000 Arbitrage : Ismail Elfath |

| 3e match                       | Costa Rica | 1 - 1   | Jamaïque                               |                                                                       |                                                                       |
| 8 septembre 2021 19h00 (UTC-6) | Marín 3e   | (1 - 0) | 47e Nicholson                          | Stade national, San José Spectateurs : 3 000 Arbitrage : Drew Fischer | Stade national, San José Spectateurs : 3 000 Arbitrage : Drew Fischer |
| 8 septembre 2021 19h00 (UTC-6) | Ruiz 90e   | Rapport | 45+2e Burke · 83e Lowe · 90+4e Turgott | Stade national, San José Spectateurs : 3 000 Arbitrage : Drew Fischer | Stade national, San José Spectateurs : 3 000 Arbitrage : Drew Fischer |

| 4e match                     | Honduras | 0 - 0   | Costa Rica              |                                                                                              |                                                                                              |
| 7 octobre 2021 18h05 (UTC-6) |          | (0 - 0) |                         | Stade olympique Metropolitano, San Pedro Sula Spectateurs : 19 000 Arbitrage : Mario Escobar | Stade olympique Metropolitano, San Pedro Sula Spectateurs : 19 000 Arbitrage : Mario Escobar |
| 7 octobre 2021 18h05 (UTC-6) |          | Rapport | 71e Blanco · 84e Oviedo | Stade olympique Metropolitano, San Pedro Sula Spectateurs : 19 000 Arbitrage : Mario Escobar | Stade olympique Metropolitano, San Pedro Sula Spectateurs : 19 000 Arbitrage : Mario Escobar |

| 5e match                      | Costa Rica                      | 2 - 1   | Salvador                                  |                                                                                      |                                                                                      |
| 10 octobre 2021 16h00 (UTC-6) | B. Ruiz 52e · Borges 58e (pen.) | (0 - 1) | 12e J. Henríquez                          | Stade national du Costa Rica, San José Spectateurs : 5 000 Arbitrage : Said Martínez | Stade national du Costa Rica, San José Spectateurs : 5 000 Arbitrage : Said Martínez |
| 10 octobre 2021 16h00 (UTC-6) | Borges 66e                      | Rapport | 46e Pineda · 46e Domínguez · 85e Orellana | Stade national du Costa Rica, San José Spectateurs : 5 000 Arbitrage : Said Martínez | Stade national du Costa Rica, San José Spectateurs : 5 000 Arbitrage : Said Martínez |

| 6e match                      | États-Unis                   | 2 - 1   | Costa Rica |                                                                             |                                                                             |
| 13 octobre 2021 19h00 (UTC-4) | Dest 25e · Moreira 66e (csc) | (1 - 1) | 1re Fuller | Lower.com Field, Columbus Spectateurs : 20 165 Arbitrage : Daneon Parchment | Lower.com Field, Columbus Spectateurs : 20 165 Arbitrage : Daneon Parchment |
| 13 octobre 2021 19h00 (UTC-4) | Rapport                      |         |            | Lower.com Field, Columbus Spectateurs : 20 165 Arbitrage : Daneon Parchment | Lower.com Field, Columbus Spectateurs : 20 165 Arbitrage : Daneon Parchment |

| 7e match                       | Canada                   | 1 - 0   | Costa Rica                |                                                                                |                                                                                |
| 12 novembre 2021 19h05 (UTC-6) | David 57e                | (0 - 0) |                           | Stade du Commonwealth, Edmonton Spectateurs : 48 806 Arbitrage : Ismail Elfath | Stade du Commonwealth, Edmonton Spectateurs : 48 806 Arbitrage : Ismail Elfath |
| 12 novembre 2021 19h05 (UTC-6) | Laryea 18e · Vitória 34e | Rapport | 23e Bennette · 71e Blanco | Stade du Commonwealth, Edmonton Spectateurs : 48 806 Arbitrage : Ismail Elfath | Stade du Commonwealth, Edmonton Spectateurs : 48 806 Arbitrage : Ismail Elfath |

| 8e match                       | Costa Rica                | 2 - 1   | Honduras   |                                                                 |                                                                 |
| 16 novembre 2021 19h05 (UTC-6) | Duarte 20e · Torres 90+5e | (1 - 1) | 35e Quioto | Stade national du Costa Rica, San José Arbitrage : Jair Marrufo | Stade national du Costa Rica, San José Arbitrage : Jair Marrufo |
| 16 novembre 2021 19h05 (UTC-6) | Campbell 90+2e            | Rapport |            | Stade national du Costa Rica, San José Arbitrage : Jair Marrufo | Stade national du Costa Rica, San José Arbitrage : Jair Marrufo |

| 9e match                      | Costa Rica | 1 - 0   | Panama |                                                    |                                                    |
| 27 janvier 2022 20h05 (UTC-6) | Ruiz 65e   | (0 - 0) |        | Stade national, San José Arbitrage : Ismail Elfath | Stade national, San José Arbitrage : Ismail Elfath |
| 27 janvier 2022 20h05 (UTC-6) | Rapport    |         |        | Stade national, San José Arbitrage : Ismail Elfath | Stade national, San José Arbitrage : Ismail Elfath |

| 10e match                     | Mexique                       | 0 - 0   | Costa Rica                |                                                                      |                                                                      |
| 30 janvier 2022 17h00 (UTC-6) |                               | (0 - 0) |                           | Estadio Azteca, Mexico Spectateurs : 2 000 Arbitrage : Said Martínez | Estadio Azteca, Mexico Spectateurs : 2 000 Arbitrage : Said Martínez |
| 30 janvier 2022 17h00 (UTC-6) | L. Rodríguez 50e · Moreno 81e | Rapport | 13e Martínez · 39e Fuller | Estadio Azteca, Mexico Spectateurs : 2 000 Arbitrage : Said Martínez | Estadio Azteca, Mexico Spectateurs : 2 000 Arbitrage : Said Martínez |

| 11e match                    | Jamaïque     | 0 - 1   | Costa Rica   |                                                                                 |                                                                                 |
| 2 février 2022 19h00 (UTC-5) |              | (0 - 0) | 62e Campbell | Independence Park, Kingston Spectateurs : 0 (huis clos) Arbitrage : Marco Ortiz | Independence Park, Kingston Spectateurs : 0 (huis clos) Arbitrage : Marco Ortiz |
| 2 février 2022 19h00 (UTC-5) | Williams 13e | Rapport |              | Independence Park, Kingston Spectateurs : 0 (huis clos) Arbitrage : Marco Ortiz | Independence Park, Kingston Spectateurs : 0 (huis clos) Arbitrage : Marco Ortiz |

| 12e match                  | Costa Rica                  | 1 - 0   | Canada        |                                                    |                                                    |
| 24 mars 2022 20h05 (UTC-6) | Borges 45+1e                | (1 - 0) |               | Stade national, San José Arbitrage : Said Martínez | Stade national, San José Arbitrage : Said Martínez |
| 24 mars 2022 20h05 (UTC-6) | Venegas 35e · Matarrita 54e | Rapport | 15e, 34e Kaye | Stade national, San José Arbitrage : Said Martínez | Stade national, San José Arbitrage : Said Martínez |

| 13e match                  | Salvador               | 1 - 2   | Costa Rica                     |                                                              |                                                              |
| 27 mars 2022 15h05 (UTC-6) | Gil 31e                | (1 - 2) | 30e Contreras · 45+1e Campbell | Estadio Cuscatlán, San Salvador Arbitrage : Daneon Parchment | Estadio Cuscatlán, San Salvador Arbitrage : Daneon Parchment |
| 27 mars 2022 15h05 (UTC-6) | Larín 49e · Reyes (el) | Rapport |                                | Estadio Cuscatlán, San Salvador Arbitrage : Daneon Parchment | Estadio Cuscatlán, San Salvador Arbitrage : Daneon Parchment |

| 14e match                  | Costa Rica                 | 2 - 0   | États-Unis |                                                   |                                                   |
| 30 mars 2022 19h05 (UTC-6) | Vargas 51e · Contreras 59e | (0 - 0) |            | Stade national, San José Arbitrage : Drew Fischer | Stade national, San José Arbitrage : Drew Fischer |
| 30 mars 2022 19h05 (UTC-6) | Mora 63e · Galo 81e        | Rapport |            | Stade national, San José Arbitrage : Drew Fischer | Stade national, San José Arbitrage : Drew Fischer |

### Barrage intercontinental
| Équipe     | Score | Équipe           |
| ---------- | ----- | ---------------- |
| Costa Rica | 1 - 0 | Nouvelle-Zélande |

| 1er match                  | Costa Rica                   | 1 - 0   | Nouvelle-Zélande           | | |
| 14 juin 2022 21h00 (UTC+3) | Campbell 3e                  | (1 - 0) |                            | Stade Ahmad-bin-Ali, Al Rayyan Arbitrage : Abdulla Hassan Mohamed Arbitre vidéo : Abdulla Al-Marri | Stade Ahmad-bin-Ali, Al Rayyan Arbitrage : Abdulla Hassan Mohamed Arbitre vidéo : Abdulla Al-Marri |
| 14 juin 2022 21h00 (UTC+3) | Contreras 90+2e · Ruiz 90+4e | Rapport | 67e Barbarouses · 70e Reid | Stade Ahmad-bin-Ali, Al Rayyan Arbitrage : Abdulla Hassan Mohamed Arbitre vidéo : Abdulla Al-Marri | Stade Ahmad-bin-Ali, Al Rayyan Arbitrage : Abdulla Hassan Mohamed Arbitre vidéo : Abdulla Al-Marri |

## Préparation

### Matchs de préparation à la Coupe du monde
Liste détaillée des matches du Costa Rica depuis sa qualification à la Coupe du monde :
| 1er match                       | Corée du Sud                   | 2 - 2   | Costa Rica                                 |                                                                    |                                                                    |
| 23 septembre 2022 20h00 (UTC+9) | Hwang 28e · Son 86e            | (1 - 1) | 41e 64e Bennette                           | Stade de Goyang, Goyang Spectateurs : 37 581 Arbitrage : Alex King | Stade de Goyang, Goyang Spectateurs : 37 581 Arbitrage : Alex King |
| 23 septembre 2022 20h00 (UTC+9) | Kwon 21e · Jung 51e · Yoon 60e | Rapport | 47e Bennette · 81e Alvarado · 90+2e Oviedo | Stade de Goyang, Goyang Spectateurs : 37 581 Arbitrage : Alex King | Stade de Goyang, Goyang Spectateurs : 37 581 Arbitrage : Alex King |

| 2e match                        | Ouzbékistan                                     | 1 - 2   | Costa Rica                             |                                                                     |                                                                     |
| 27 septembre 2022 15h00 (UTC+9) | Shomurodov 25e                                  | (1 - 0) | 90+2e Hernández · 90+4e Waston         | Stade de la Coupe du monde de Suwon, Suwon Arbitrage : Dae-yong Kim | Stade de la Coupe du monde de Suwon, Suwon Arbitrage : Dae-yong Kim |
| 27 septembre 2022 15h00 (UTC+9) | Khamrobekov 28e · Yuldoshev 82e · Sayfiev 90+3e | Rapport | 34e Aguilera · 36e Fuller · 49e Zamora | Stade de la Coupe du monde de Suwon, Suwon Arbitrage : Dae-yong Kim | Stade de la Coupe du monde de Suwon, Suwon Arbitrage : Dae-yong Kim |

| 3e match                       | Costa Rica             | 2 - 0   | Nigeria                 |                                                                             |                                                                             |
| 10 novembre 2022 20h00 (UTC-6) | Duarte 7e · Waston 73e | (1 - 0) |                         | Stade national du Costa Rica, San José Arbitrage : Fernando Hernández Gómez | Stade national du Costa Rica, San José Arbitrage : Fernando Hernández Gómez |
| 10 novembre 2022 20h00 (UTC-6) | Fuller 89e             | Rapport | 57e Bameyi · 70e Isaiah | Stade national du Costa Rica, San José Arbitrage : Fernando Hernández Gómez | Stade national du Costa Rica, San José Arbitrage : Fernando Hernández Gómez |

## Effectif
L'effectif du Costa Rica est dévoilé le 3 novembre 2022.
| Numéro / Nom       | Numéro / Nom         | Club                 | Date de naissance et âge*  | J.              | Buts            |                 |                 |                 |
| Gardiens de but    | Gardiens de but      | Gardiens de but      | Gardiens de but            | Gardiens de but | Gardiens de but | Gardiens de but | Gardiens de but | Gardiens de but |
| ------------------ | -------------------- | -------------------- | -------------------------- | --------------- | --------------- | --------------- | --------------- | --------------- |
| 01                 | Keylor Navas         | Paris Saint-Germain  | 15 décembre 1986 (35 ans)  | 0               | 0               | 0               | 0               | 0               |
| 18                 | Esteban Alvarado     | CS Herediano         | 28 avril 1989 (33 ans)     | 0               | 0               | 0               | 0               | 0               |
| 23                 | Patrick Sequeira     | CD Lugo              | 1er mars 1999 (23 ans)     | 0               | 0               | 0               | 0               | 0               |
| Défenseurs         |                      |                      |                            |                 |                 |                 |                 |                 |
| 03                 | Juan Pablo Vargas    | Millionarios FC      | 6 juin 1995 (27 ans)       | 0               | 0               | 0               | 0               | 0               |
| 04                 | Keysher Fuller       | CS Herediano         | 12 juillet 1994 (28 ans)   | 0               | 0               | 0               | 0               | 0               |
| 06                 | Óscar Duarte         | Al Wehda             | 3 juin 1989 (33 ans)       | 0               | 0               | 0               | 0               | 0               |
| 08                 | Bryan Oviedo         | Real Salt Lake       | 18 février 1990 (32 ans)   | 0               | 0               | 0               | 0               | 0               |
| 15                 | Francisco Calvo      | Konyaspor            | 8 juillet 1992 (30 ans)    | 0               | 0               | 0               | 0               | 0               |
| 16                 | Carlos Martínez      | AD San Carlos        | 30 mars 1999 (23 ans)      | 0               | 0               | 0               | 0               | 0               |
| 19                 | Kendall Waston       | Deportivo Saprissa   | 1er janvier 1988 (34 ans)  | 0               | 0               | 0               | 0               | 0               |
| 22                 | Rónald Matarrita     | FC Cincinnati        | 9 juillet 1994 (28 ans)    | 0               | 0               | 0               | 0               | 0               |
| Milieux de terrain |                      |                      |                            |                 |                 |                 |                 |                 |
| 02                 | Daniel Chacón        | Rapids 2 du Colorado | 11 avril 2001 (21 ans)     | 0               | 0               | 0               | 0               | 0               |
| 05                 | Celso Borges         | LD Alajuelense       | 27 mars 1988 (34 ans)      | 0               | 0               | 0               | 0               | 0               |
| 09                 | Jewison Bennette     | Sunderland AFC       | 15 juin 2004 (18 ans)      | 0               | 0               | 0               | 0               | 0               |
| 10                 | Bryan Ruiz           | LD Alajuelense       | 18 août 1987 (35 ans)      | 0               | 0               | 0               | 0               | 0               |
| 13                 | Gerson Torres        | CS Herediano         | 28 août 1997 (25 ans)      | 0               | 0               | 0               | 0               | 0               |
| 14                 | Youstin Salas        | Deportivo Saprissa   | 17 juin 1996 (26 ans)      | 0               | 0               | 0               | 0               | 0               |
| 17                 | Yeltsin Tejeda       | CS Herediano         | 17 mars 1992 (30 ans)      | 0               | 0               | 0               | 0               | 0               |
| 20                 | Brandon Aguilera     | AD Guanacasteca      | 28 juin 2003 (19 ans)      | 0               | 0               | 0               | 0               | 0               |
| 21                 | Douglas López        | CS Herediano         | 21 septembre 1998 (24 ans) | 0               | 0               | 0               | 0               | 0               |
| 24                 | Roan Wilson          | Municipal Grecia     | 1er mai 2002 (20 ans)      | 0               | 0               | 0               | 0               | 0               |
| 25                 | Anthony Hernández    | Puntarenas FC        | 11 octobre 2001 (21 ans)   | 0               | 0               | 0               | 0               | 0               |
| 26                 | Álvaro Zamora        | Deportivo Saprissa   | 9 mars 2002 (20 ans)       | 0               | 0               | 0               | 0               | 0               |
| Attaquants         |                      |                      |                            |                 |                 |                 |                 |                 |
| 07                 | Anthony Contreras    | CS Herediano         | 29 janvier 2000 (22 ans)   | 0               | 0               | 0               | 0               | 0               |
| 11                 | Johan Venegas        | LD Alajuelense       | 27 novembre 1988 (33 ans)  | 0               | 0               | 0               | 0               | 0               |
| 12                 | Joel Campbell        | Club León            | 26 juin 1992 (30 ans)      | 0               | 0               | 0               | 0               | 0               |
| Sélectionneur      |                      |                      |                            |                 |                 |                 |                 |                 |
|                    | Luis Fernando Suárez |                      | 23 décembre 1959 (62 ans)  |                 |                 |                 |                 |                 |

* NB : Les âges sont calculés au début de la Coupe du monde 2022, le 20 novembre 2022.

## Compétition

### Format et tirage au sort
Le tirage au sort de la Coupe du monde a lieu le vendredi 1er avril 2022 au Centre des expositions à Doha. C’est le classement de mars qui est pris en compte, la sélection se classe 31e du classement FIFA, et est placée dans le chapeau 4.

### Premier tour
|   | Équipe     | Pts | J | G | N | P | Bp | Bc | Diff |
| 1 | Japon      | 6   | 3 | 2 | 0 | 1 | 4  | 3  | +1   |
| 2 | Espagne    | 4   | 3 | 1 | 1 | 1 | 9  | 3  | +6   |
| 3 | Allemagne  | 4   | 3 | 1 | 1 | 1 | 6  | 5  | +1   |
| 4 | Costa Rica | 3   | 3 | 1 | 0 | 2 | 3  | 11 | -8   |

| 11 | 23 novembre 2022  | Allemagne  | 1 - 2 | Japon      |
| 10 | 23 novembre 2022  | Espagne    | 7 - 0 | Costa Rica |
| 25 | 27 novembre 2022  | Japon      | 0 - 1 | Costa Rica |
| 23 | 26 novembre 2022  | Espagne    | 1 - 1 | Allemagne  |
| 43 | 1er décembre 2022 | Japon      | 2 - 1 | Espagne    |
| 44 | 1er décembre 2022 | Costa Rica | 2 - 4 | Allemagne  |

#### Espagne - Costa Rica
| Match 10                            | Espagne | 7 - 0   | Costa Rica | Stade Al-Thumama, Doha                                                             |                                                                                    |
| 23 novembre 2022 19h00 heure locale | ( Gavi) Olmo 11e · ( Alba) Asensio 21e · F. Torres 31e (pen.) · F. Torres 54e · ( Morata) Gavi 74e · Soler 90e · ( Olmo) Morata 90+2e | (3 - 0) |            | Spectateurs : 40 013 Arbitrage : Mohammed Abdulla Arbitre vidéo : Abdulla Al-Marri | Spectateurs : 40 013 Arbitrage : Mohammed Abdulla Arbitre vidéo : Abdulla Al-Marri |
| 23 novembre 2022 19h00 heure locale | Rapport |         |            | Spectateurs : 40 013 Arbitrage : Mohammed Abdulla Arbitre vidéo : Abdulla Al-Marri | Spectateurs : 40 013 Arbitrage : Mohammed Abdulla Arbitre vidéo : Abdulla Al-Marri |

| Espagne | Costa Rica |

| ESPAGNE :       |    |                   |  |     |
|                 |    |                   |  |     |
| Gardien de but  | 23 | Unai Simón        |  |     |
|                 | 18 | Jordi Alba        |  | 64e |
|                 | 24 | Aymeric Laporte   |  |     |
|                 | 05 | Sergio Busquets   |  | 64e |
|                 | 02 | César Azpilicueta |  |     |
|                 | 16 | Rodri             |  |     |
|                 | 26 | Pedri             |  | 57e |
|                 | 09 | Gavi              |  |     |
|                 | 21 | Dani Olmo         |  |     |
|                 | 10 | Marco Asensio     |  | 69e |
|                 | 11 | Ferran Torres     |  | 57e |
| Remplaçants :   |    |                   |  |     |
|                 | 7  | Álvaro Morata     |  | 57e |
|                 | 19 | Carlos Soler      |  | 57e |
|                 | 14 | Alejandro Balde   |  | 64e |
|                 | 8  | Koke              |  | 64e |
|                 | 12 | Nico Williams     |  | 69e |
| Sélectionneur : |    |                   |  |     |
| Luis Enrique    |    |                   |  |     |

| COSTA RICA :         |    |                   |       |     |
|                      |    |                   |       |     |
| Gardien de but       | 01 | Keylor Navas      |       |     |
|                      | 08 | Bryan Oviedo      |       | 82e |
|                      | 15 | Francisco Calvo   | 68e   |     |
|                      | 06 | Óscar Duarte      |       |     |
|                      | 04 | Keysher Fuller    |       |     |
|                      | 16 | Carlos Martínez   |       | 46e |
|                      | 09 | Jewison Bennette  |       | 61e |
|                      | 17 | Yeltsin Tejeda    |       |     |
|                      | 05 | Celso Borges      |       | 72e |
|                      | 12 | Joel Campbell     | 90+7e |     |
|                      | 07 | Anthony Contreras |       | 61e |
| Remplaçants :        |    |                   |       |     |
|                      | 19 | Kendall Waston    |       | 46e |
|                      | 26 | Álvaro Zamora     |       | 61e |
|                      | 10 | Bryan Ruiz        |       | 61e |
|                      | 20 | Brandon Aguilera  |       | 72e |
|                      | 22 | Rónald Matarrita  |       | 82e |
| Sélectionneur :      |    |                   |       |     |
| Luis Fernando Suárez |    |                   |       |     |

| Assistants : Mohamed Al-Hammadi Hasan Al-Mahri Quatrième arbitre : Ma Ning Assistants arbitre vidéo : Muhammad Taqi Bruno Pires Tomasz Kwiatkowski Homme du Match : Gavi |

#### Japon - Costa Rica
| Match 25                                                     | Japon   | 0 - 1   | Costa Rica           | Stade Ahmad-ben-Ali, Al Rayyan                                                 |                                                                                |
| 27 novembre 2022 · 13:00 (UTC+3) · Historique des rencontres |         | (0 - 0) | 81e Fuller (Tejeda ) | Spectateurs : 41 479 Arbitrage : Michael Oliver Arbitre vidéo : Jérôme Brisard | Spectateurs : 41 479 Arbitrage : Michael Oliver Arbitre vidéo : Jérôme Brisard |
| 27 novembre 2022 · 13:00 (UTC+3) · Historique des rencontres | Rapport |         |                      | Spectateurs : 41 479 Arbitrage : Michael Oliver Arbitre vidéo : Jérôme Brisard | Spectateurs : 41 479 Arbitrage : Michael Oliver Arbitre vidéo : Jérôme Brisard |

| Japon | Costa Rica |

| JAPON :         |    |                 |       |     |
|                 |    |                 |       |     |
| Gardien de but  | 12 | Shūichi Gonda   |       |     |
|                 | 05 | Yūto Nagatomo   |       | 46e |
|                 | 22 | Maya Yoshida    |       |     |
|                 | 04 | Ko Itakura      | 84e   |     |
|                 | 02 | Miki Yamane     | 44e   | 62e |
|                 | 13 | Hidemasa Morita |       |     |
|                 | 06 | Wataru Endō     | 90+3e |     |
|                 | 24 | Yuki Soma       |       | 82e |
|                 | 15 | Daichi Kamada   |       |     |
|                 | 08 | Ritsu Doan      |       | 67e |
|                 | 21 | Ayase Ueda      |       | 46e |
| Remplaçants :   |    |                 |       |     |
|                 | 26 | Hiroki Ito      |       | 46e |
|                 | 18 | Takuma Asano    |       | 46e |
|                 | 09 | Kaoru Mitoma    |       | 62e |
|                 | 14 | Junya Ito       |       | 67e |
|                 | 10 | Takumi Minamino |       | 82e |
| Sélectionneur : |    |                 |       |     |
| Hajime Moriyasu |    |                 |       |     |

| COSTA RICA :         |    |                   |     |       |
|                      |    |                   |     |       |
| Gardien de but       | 01 | Keylor Navas      |     |       |
|                      | 08 | Bryan Oviedo      |     |       |
|                      | 15 | Francisco Calvo   | 70e |       |
|                      | 19 | Kendall Waston    |     |       |
|                      | 06 | Óscar Duarte      |     |       |
|                      | 04 | Keysher Fuller    |     |       |
|                      | 12 | Joel Campbell     |     | 90+5e |
|                      | 17 | Yeltsin Tejeda    |     |       |
|                      | 05 | Celso Borges      | 61e | 89e   |
|                      | 13 | Gerson Torres     |     | 65e   |
|                      | 07 | Anthony Contreras | 41e | 65e   |
| Remplaçants :        |    |                   |     |       |
|                      | 20 | Brandon Aguilera  |     | 65e   |
|                      | 09 | Jewison Bennette  |     | 65e   |
|                      | 14 | Youstin Salas     |     | 89e   |
|                      | 02 | Daniel Chacón     |     | 90+5e |
| Sélectionneur :      |    |                   |     |       |
| Luis Fernando Suárez |    |                   |     |       |

| Assistants : Stuart Burt Simon Bennett Quatrième arbitre : Maguette Ndiaye Assistants arbitre vidéo : Benoît Millot Cyril Gringore Adil Zourak Homme du Match : Keysher Fuller |

#### Costa Rica - Allemagne
| Match 44                                                      | Costa Rica              | 2 - 4   | Allemagne                                                                                     | Stade Al-Bayt, Al-Khor                                                           |                                                                                  |
| 1er décembre 2022 · 22:00 (UTC+3) · Historique des rencontres | Tejeda 58e · Vargas 70e | (0 - 1) | 10e Gnabry (Raum ) · 73e Havertz (Füllkrug ) · 85e Havertz (Gnabry ) · 90+1e Füllkrug (Sané ) | Spectateurs : 67 054 Arbitrage : Stéphanie Frappart Arbitre vidéo : Drew Fischer | Spectateurs : 67 054 Arbitrage : Stéphanie Frappart Arbitre vidéo : Drew Fischer |
| 1er décembre 2022 · 22:00 (UTC+3) · Historique des rencontres | Rapport                 |         |                                                                                               | Spectateurs : 67 054 Arbitrage : Stéphanie Frappart Arbitre vidéo : Drew Fischer | Spectateurs : 67 054 Arbitrage : Stéphanie Frappart Arbitre vidéo : Drew Fischer |

| Costa Rica | Allemagne |

| COSTA RICA :         |    |                   |     |       |
|                      |    |                   |     |       |
| Gardien de but       | 01 | Keylor Navas      |     |       |
|                      | 08 | Bryan Oviedo      |     | 90+3e |
|                      | 03 | Juan Pablo Vargas |     |       |
|                      | 19 | Kendall Waston    |     |       |
|                      | 06 | Óscar Duarte      | 77e |       |
|                      | 04 | Keysher Fuller    |     | 74e   |
|                      | 12 | Joel Campbell     |     |       |
|                      | 17 | Yeltsin Tejeda    |     | 90+3e |
|                      | 05 | Celso Borges      |     |       |
|                      | 20 | Brandon Aguilera  |     | 46e   |
|                      | 11 | Johan Venegas     |     | 74e   |
| Remplaçants :        |    |                   |     |       |
|                      | 14 | Youstin Salas     |     | 46e   |
|                      | 22 | Rónald Matarrita  |     | 74e   |
|                      | 09 | Jewison Bennette  |     | 74e   |
|                      | 07 | Anthony Contreras |     | 90+3e |
|                      | 24 | Roan Wilson       |     | 90+3e |
| Sélectionneur :      |    |                   |     |       |
| Luis Fernando Suárez |    |                   |     |       |

| ALLEMAGNE :     |    |                   |  |       |
|                 |    |                   |  |       |
| Gardien de but  | 01 | Manuel Neuer      |  |       |
|                 | 03 | David Raum        |  | 66e   |
|                 | 02 | Antonio Rüdiger   |  |       |
|                 | 15 | Niklas Süle       |  | 90+3e |
|                 | 06 | Joshua Kimmich    |  |       |
|                 | 21 | İlkay Gündoğan    |  | 55e   |
|                 | 08 | Leon Goretzka     |  | 46e   |
|                 | 19 | Leroy Sané        |  |       |
|                 | 14 | Jamal Musiala     |  |       |
|                 | 10 | Serge Gnabry      |  |       |
|                 | 13 | Thomas Müller     |  | 66e   |
| Remplaçants :   |    |                   |  |       |
|                 | 16 | Lukas Klostermann |  | 46e   |
|                 | 09 | Niclas Füllkrug   |  | 55e   |
|                 | 07 | Kai Havertz       |  | 66e   |
|                 | 11 | Mario Götze       |  | 66e   |
|                 | 04 | Matthias Ginter   |  | 90+3e |
| Sélectionneur : |    |                   |  |       |
| Hansi Flick     |    |                   |  |       |

| Assistants : Neuza Back Karen Diaz Medina Quatrième arbitre : Saíd Martínez Assistants arbitre vidéo : Jérôme Brisard Kathryn Nesbitt Massimiliano Irrati Homme du Match : Kai Havertz |

## Statistiques

### Temps de jeu
| Joueur               | |    |    | TT | But inscrit | Passe décisive | MJ | MT | Légende |
| -------------------- | --- | -- | -- | -- | ----------- | -------------- | -- | -- | ------- |
| Gardiens             | Abréviations et symboles : · TT : Total de minutes jouées · MJ : Nombre de matchs joués · MT : Matchs joués en tant que titulaire · : but · : passe décisive · : joueur entré · : joueur remplacé · : capitaine · : carton jaune · : carton rouge · |    |    |    |             |                |    |    |         |
| Esteban Alvarado     | Abréviations et symboles : · TT : Total de minutes jouées · MJ : Nombre de matchs joués · MT : Matchs joués en tant que titulaire · : but · : passe décisive · : joueur entré · : joueur remplacé · : capitaine · : carton jaune · : carton rouge · | -  | -  | -  | -           | -              | -  | -  | -       |
| Keylor Navas         | Abréviations et symboles : · TT : Total de minutes jouées · MJ : Nombre de matchs joués · MT : Matchs joués en tant que titulaire · : but · : passe décisive · : joueur entré · : joueur remplacé · : capitaine · : carton jaune · : carton rouge · | 90 | 90 | 90 | 270         | -              | -  | 3  | 3       |
| Patrick Sequeira     | Abréviations et symboles : · TT : Total de minutes jouées · MJ : Nombre de matchs joués · MT : Matchs joués en tant que titulaire · : but · : passe décisive · : joueur entré · : joueur remplacé · : capitaine · : carton jaune · : carton rouge · | -  | -  | -  | -           | -              | -  | -  | -       |
| Défenseurs           | Abréviations et symboles : · TT : Total de minutes jouées · MJ : Nombre de matchs joués · MT : Matchs joués en tant que titulaire · : but · : passe décisive · : joueur entré · : joueur remplacé · : capitaine · : carton jaune · : carton rouge · |    |    |    |             |                |    |    |         |
| Francisco Calvo      | Abréviations et symboles : · TT : Total de minutes jouées · MJ : Nombre de matchs joués · MT : Matchs joués en tant que titulaire · : but · : passe décisive · : joueur entré · : joueur remplacé · : capitaine · : carton jaune · : carton rouge · | 90 | 90 | -  | 180         | -              | -  | 2  | 2       |
| Óscar Duarte         | Abréviations et symboles : · TT : Total de minutes jouées · MJ : Nombre de matchs joués · MT : Matchs joués en tant que titulaire · : but · : passe décisive · : joueur entré · : joueur remplacé · : capitaine · : carton jaune · : carton rouge · | 90 | 90 | 90 | 270         | -              | -  | 3  | 3       |
| Keysher Fuller       | Abréviations et symboles : · TT : Total de minutes jouées · MJ : Nombre de matchs joués · MT : Matchs joués en tant que titulaire · : but · : passe décisive · : joueur entré · : joueur remplacé · : capitaine · : carton jaune · : carton rouge · | 90 | 90 | 74 | 254         | 1              | -  | 3  | 3       |
| Carlos Martínez      | Abréviations et symboles : · TT : Total de minutes jouées · MJ : Nombre de matchs joués · MT : Matchs joués en tant que titulaire · : but · : passe décisive · : joueur entré · : joueur remplacé · : capitaine · : carton jaune · : carton rouge · | 46 | -  | -  | 46          | -              | -  | 1  | 1       |
| Rónald Matarrita     | Abréviations et symboles : · TT : Total de minutes jouées · MJ : Nombre de matchs joués · MT : Matchs joués en tant que titulaire · : but · : passe décisive · : joueur entré · : joueur remplacé · : capitaine · : carton jaune · : carton rouge · | 8  | -  | 16 | 24          | -              | -  | 2  | -       |
| Bryan Oviedo         | Abréviations et symboles : · TT : Total de minutes jouées · MJ : Nombre de matchs joués · MT : Matchs joués en tant que titulaire · : but · : passe décisive · : joueur entré · : joueur remplacé · : capitaine · : carton jaune · : carton rouge · | 82 | 90 | 90 | 262         | -              | -  | 3  | 3       |
| Juan Pablo Vargas    | Abréviations et symboles : · TT : Total de minutes jouées · MJ : Nombre de matchs joués · MT : Matchs joués en tant que titulaire · : but · : passe décisive · : joueur entré · : joueur remplacé · : capitaine · : carton jaune · : carton rouge · | -  | -  | 90 | 90          | 1              | -  | 1  | 1       |
| Kendall Waston       | Abréviations et symboles : · TT : Total de minutes jouées · MJ : Nombre de matchs joués · MT : Matchs joués en tant que titulaire · : but · : passe décisive · : joueur entré · : joueur remplacé · : capitaine · : carton jaune · : carton rouge · | 44 | 90 | 90 | 224         | -              | -  | 3  | 2       |
| Milieux              | Abréviations et symboles : · TT : Total de minutes jouées · MJ : Nombre de matchs joués · MT : Matchs joués en tant que titulaire · : but · : passe décisive · : joueur entré · : joueur remplacé · : capitaine · : carton jaune · : carton rouge · |    |    |    |             |                |    |    |         |
| Brandon Aguilera     | Abréviations et symboles : · TT : Total de minutes jouées · MJ : Nombre de matchs joués · MT : Matchs joués en tant que titulaire · : but · : passe décisive · : joueur entré · : joueur remplacé · : capitaine · : carton jaune · : carton rouge · | 18 | 25 | 46 | 89          | -              | -  | 3  | 1       |
| Jewison Bennette     | Abréviations et symboles : · TT : Total de minutes jouées · MJ : Nombre de matchs joués · MT : Matchs joués en tant que titulaire · : but · : passe décisive · : joueur entré · : joueur remplacé · : capitaine · : carton jaune · : carton rouge · | 61 | 25 | 16 | 102         | -              | -  | 3  | 1       |
| Celso Borges         | Abréviations et symboles : · TT : Total de minutes jouées · MJ : Nombre de matchs joués · MT : Matchs joués en tant que titulaire · : but · : passe décisive · : joueur entré · : joueur remplacé · : capitaine · : carton jaune · : carton rouge · | 72 | 89 | 90 | 251         | -              | -  | 3  | 3       |
| Daniel Chacón        | Abréviations et symboles : · TT : Total de minutes jouées · MJ : Nombre de matchs joués · MT : Matchs joués en tant que titulaire · : but · : passe décisive · : joueur entré · : joueur remplacé · : capitaine · : carton jaune · : carton rouge · | -  | 0  | -  | 0           | -              | -  | 1  | -       |
| Anthony Hernández    | Abréviations et symboles : · TT : Total de minutes jouées · MJ : Nombre de matchs joués · MT : Matchs joués en tant que titulaire · : but · : passe décisive · : joueur entré · : joueur remplacé · : capitaine · : carton jaune · : carton rouge · | -  | -  | -  | -           | -              | -  | -  | -       |
| Douglas López (en)   | Abréviations et symboles : · TT : Total de minutes jouées · MJ : Nombre de matchs joués · MT : Matchs joués en tant que titulaire · : but · : passe décisive · : joueur entré · : joueur remplacé · : capitaine · : carton jaune · : carton rouge · | -  | -  | -  | -           | -              | -  | -  | -       |
| Bryan Ruiz           | Abréviations et symboles : · TT : Total de minutes jouées · MJ : Nombre de matchs joués · MT : Matchs joués en tant que titulaire · : but · : passe décisive · : joueur entré · : joueur remplacé · : capitaine · : carton jaune · : carton rouge · | 29 | -  | -  | 29          | -              | -  | 1  | -       |
| Youstin Salas        | Abréviations et symboles : · TT : Total de minutes jouées · MJ : Nombre de matchs joués · MT : Matchs joués en tant que titulaire · : but · : passe décisive · : joueur entré · : joueur remplacé · : capitaine · : carton jaune · : carton rouge · | -  | 1  | 44 | 45          | -              | -  | 2  | -       |
| Yeltsin Tejeda       | Abréviations et symboles : · TT : Total de minutes jouées · MJ : Nombre de matchs joués · MT : Matchs joués en tant que titulaire · : but · : passe décisive · : joueur entré · : joueur remplacé · : capitaine · : carton jaune · : carton rouge · | 90 | 90 | 90 | 270         | 1              | 1  | 3  | 3       |
| Gerson Torres        | Abréviations et symboles : · TT : Total de minutes jouées · MJ : Nombre de matchs joués · MT : Matchs joués en tant que titulaire · : but · : passe décisive · : joueur entré · : joueur remplacé · : capitaine · : carton jaune · : carton rouge · | -  | 65 | -  | 65          | -              | -  | 1  | 1       |
| Roan Wilson          | Abréviations et symboles : · TT : Total de minutes jouées · MJ : Nombre de matchs joués · MT : Matchs joués en tant que titulaire · : but · : passe décisive · : joueur entré · : joueur remplacé · : capitaine · : carton jaune · : carton rouge · | -  | -  | 0  | 0           | -              | -  | 1  | -       |
| Álvaro Zamora        | Abréviations et symboles : · TT : Total de minutes jouées · MJ : Nombre de matchs joués · MT : Matchs joués en tant que titulaire · : but · : passe décisive · : joueur entré · : joueur remplacé · : capitaine · : carton jaune · : carton rouge · | 29 | -  | -  | 29          | -              | -  | 1  | -       |
| Attaquants           | Abréviations et symboles : · TT : Total de minutes jouées · MJ : Nombre de matchs joués · MT : Matchs joués en tant que titulaire · : but · : passe décisive · : joueur entré · : joueur remplacé · : capitaine · : carton jaune · : carton rouge · |    |    |    |             |                |    |    |         |
| Joel Campbell        | Abréviations et symboles : · TT : Total de minutes jouées · MJ : Nombre de matchs joués · MT : Matchs joués en tant que titulaire · : but · : passe décisive · : joueur entré · : joueur remplacé · : capitaine · : carton jaune · : carton rouge · | 90 | 90 | 90 | 270         | -              | -  | 3  | 3       |
| Anthony Contreras    | Abréviations et symboles : · TT : Total de minutes jouées · MJ : Nombre de matchs joués · MT : Matchs joués en tant que titulaire · : but · : passe décisive · : joueur entré · : joueur remplacé · : capitaine · : carton jaune · : carton rouge · | 61 | 65 | 0  | 126         | -              | -  | 3  | 2       |
| Johan Venegas        | Abréviations et symboles : · TT : Total de minutes jouées · MJ : Nombre de matchs joués · MT : Matchs joués en tant que titulaire · : but · : passe décisive · : joueur entré · : joueur remplacé · : capitaine · : carton jaune · : carton rouge · | -  | -  | 74 | 74          | -              | -  | 1  | 1       |
| Total                | Abréviations et symboles : · TT : Total de minutes jouées · MJ : Nombre de matchs joués · MT : Matchs joués en tant que titulaire · : but · : passe décisive · : joueur entré · : joueur remplacé · : capitaine · : carton jaune · : carton rouge · |    |    |    |             |                |    |    |         |
| Équipe du Costa Rica | Abréviations et symboles : · TT : Total de minutes jouées · MJ : Nombre de matchs joués · MT : Matchs joués en tant que titulaire · : but · : passe décisive · : joueur entré · : joueur remplacé · : capitaine · : carton jaune · : carton rouge · | 90 | 90 | 90 | 270         | 3              | 1  | 3  | -       |

| Buts | Joueurs           | Adversaires |
| ---- | ----------------- | ----------- |
| 1    | Keysher Fuller    | Japon       |
| 1    | Yeltsin Tejeda    | Allemagne   |
| 1    | Juan Pablo Vargas | Allemagne   |

| Passes | Joueurs        | Adversaires |
| ------ | -------------- | ----------- |
| 1      | Yeltsin Tejeda | Japon       |